# Priscilla Negrón
Priscilla Negrón (Guayaquil, 22 de mayo de 1984) es una actriz ecuatoriana de teatro y televisión. Es conocida por su participación en exitosas series y telenovelas ecuatorianas como La pareja feliz, Sharon la Hechicera y 3 familias, y obras de teatro como La última cita junto al primer actor Andrés Garzón. 

## Biografía
Actriz guayaquileña. Su formación artística la realizó en la ciudad de Buenos Aires, Argentina[cita requerida]. A su regreso a Ecuador, formó parte de importantes dramatizados como De la vida real y Yo vendo unos ojos negros, producidos por Ecuavisa. Debuta como actriz de comedia en el año 2006, siendo parte de la serie Kliffor, protagonizada por Richard Barker. Al año siguiente, protagoniza la comedia El hombre de la casa junto a Xavier Pimentel, Alejandra Paredes y Azucena Mora.
En 2009 se une al canal Teleamazonas y forma parte del elenco de la exitosa comedia La pareja feliz protagonizada por David Reinoso y Flor María Palomeque donde interpreta a la Señora Negrón, una de las mejores amigas de "La Mofle" (Palomeque), que se caracteriza especialmente por su carácter malhumorado con su marido. Este es uno de sus personajes más recordados y queridos por el público. En 2010 abandona la comedia y se une al elenco de la telenovela Fanatikda de TC Televisión. En 2012 regresa a la serie de La pareja feliz en su tercera temporada y permanece en ella hasta su final, en 2014.
En 2016 interpreta a Luminitza en la serie Los hijos de Don Juan de TC Televisión.
En 2018 regresa a Ecuavisa y participa en la bionovela Sharon la Hechicera donde interpreta a Tere Bermeo (en la vida real Tani Bermeo), la hermana de la fallecida cantante Edith Bermeo más conocida como Sharon. Comparte escena junto a Samantha Grey, María Fernanda Ríos, María Mercedes Pacheco, Krysthel Chuchuca, Santiago Carpio, entre otros.
En 2019 retoma su personaje de Tere en la segunda y última temporada de Sharon la Hechicera (ahora denominada como Sharon 2: El desenlace) y se une al elenco de la quinta temporada de la comedia 3 familias la cual se ambienta en el origen de sus protagonistas. Interpreta a Carmita, la mamá de Genaro Tomalá, compartiendo roles junto a Martín Calle, Ricardo Velasteguí, Marcela Ruete, Érika Vélez, Miriam Murillo, Isidro Murillo, Andrés Pellacini e Hilda Saraguayo.
También ha participado en teatro, algunas de las obras en las que ha actuado han sido "La última cita" junto a Andrés Garzón y la adaptación ecuatoriana de A 2.50 la cuba libre, obra de teatro venezolana, junto a Samantha Grey, María Fernanda Pérez, Valentina de Abreu, entre otras.

## Filmografía

### Series y telenovelas
| Año       | Título                    | Personaje                                 |
| --------- | ------------------------- | ----------------------------------------- |
| 2019-2020 | 3 Familias                | Carmen Concha de Tomalá "Carmita" (joven) |
| 2019-2020 | 3 Familias                | Gina Tomalá Concha                        |
| 2018-2019 | Sharon la Hechicera       | Teresa "Tere" Bermeo Cisneros de Cajas    |
| 2016      | Los hijos de Don Juan     | Luminitza                                 |
| 2013      | Secretos                  | Ep. Donde estás Amor como Luisa           |
| 2010-2011 | Fanatikda                 | Patricia                                  |
| 2009-2014 | La pareja feliz           | La Sra. Negrón                            |
| 2009      | Mujeres asesinas          | Reparto                                   |
| 2007      | El hombre de la casa      | Diana                                     |
| 2006      | Kliffor                   | Érika                                     |
| 2003      | Yo vendo unos ojos negros | Reparto                                   |
| 2003      | De la vida real           | Varios personajes                         |